# ГАЕС Окутатарагі
ГАЕС Окутатарагі (奥多々良木発電所) — гідроакумулювальна електростанція в Японії на острові Хонсю.
Нижній резервуар створили на річці Татарагі, правій притоці Маруями (басейн Японського моря). Тут звели кам'яно-накидну греблю висотою 98 метрів, довжиною 325 метрів та шириною від 11 (по гребеню) до 425 (по основі) метрів, яка потребувала 3,6 млн м3 матеріалу. Вона утримує водосховище з площею поверхні 1,09 км2 та об'ємом 33,4 млн м3 (корисний об'єм 21,4 млн м3), в якому припустиме коливання рівня поверхні між позначками 590 та 616 метрів НРМ.
Верхній резервуар створили по другий бік вододільного хребта біля витоків річки Ічі, яка впадає до Внутрішнього Японського моря за пів сотні кілометрів на захід від Кобе. Для цього спорудили насипну греблю з асфальтовим облицюванням висотою 65 метрів, довжиною 278 метрів та шириною від 10 (по гребеню) до 238 (по основі) метрів, яка потребувала 1,5 млн м3 матеріалу. Вона утримує водойму з площею поверхні 1,05 км2 та об'ємом 19,4 млн м3 (корисний об'єм 17,4 млн м3), в якій припустиме коливання рівня поверхні між позначками 200 та 228 метрів НРМ.
Із верхнього резервуару ресурс потрапляє у три тунелі завдовжки дещо більше за 0,6 км кожен (дві споруди першої черги мають діаметри по 6,3 метра). Далі їх продовжують три напірні водоводи довжиною від 0,65 км (дві для першої черги) до 0,7 км (друга черга) з початковими діаметрами 4,9 метра. З'єднання із нижнім резервуаром забезпечується через три тунелі — два довжиною по 2,45 км з діаметрами 6,3 метра для першої черги та один довжиною 2,4 км з діаметром 6,5 метра для другої. Для першої черги спорудили два вирівнювальні резервуари з діаметром 8 метрів та висотою 84 метри та 70 метрів.
У середині 1970-х станцію ввели в експлуатацію з чотирма оборотними турбінами типу Френсіс потужністю по 310 МВт, які використовують напір у 383 метри. В 1998-му запустили ще два гідроагрегати з турбінами того ж типу потужністю по 370 МВт, які розраховані на напір у 388 метрів. Загальна номінальна потужність станції рахується на рівні 1932 МВт.
Зв'язок з енергосистемою відбувається по ЛЕП, розрахованій на роботу під напругою 550 кВ.